# 셰퍼드 파이
셰퍼드 파이(영어: shepherd's pie) 또는 코티지 파이(영어: cottage pie)는 매시트 포테이토를 올려 구운 고기 파이이다. 다진 양고기로 만든 것은 "셰퍼드 파이", 다진 쇠고기로 만든 것은 "코티지 파이"라 부른다. 

## 같이 보기
- 앙투안 파르망티에
- 영국 요리
- 잉글랜드 요리
- 프랑스 요리
- 아일랜드 요리
- 무사카
- 웨일스 요리